# INF Clairefontaine
INF Clairefontaine is het nationale voetbalinstituut van Frankrijk. Het is een opleidingscentrum waarbij jonge voetballers worden begeleid en kunnen werken aan hun ontwikkeling. Het instituut ligt in Clairefontaine-en-Yvelines. Het is gelegen op ongeveer 50 kilometer afstand van Parijs.

## Geschiedenis
Na een derde plaats op het Wereldkampioenschap voetbal 1958 en de hoogtijdagen van Stade de Reims in de jaren '50, zat het Franse voetbal een lange tijd in het slop. Na het winnen van het Europees kampioenschap en de Olympische Spelen van 1984, wilde Fernand Sastre voorkomen dat de geschiedenis zich zal herhalen. Daarom besloot hij een nationaal voetbalinstituut te beginnen om jonge talenten op te leiden en daarmee te zorgen dat het niveau van het Franse voetbal kwalitatief zal toenemen, zodat Frankrijk definitief op wereldtoneel een rol kan blijven spelen. Hij kreeg de steun van de Franse voetbalbond en algauw werden in 1985 de werkzaamheden gestart het instituut te bouwen in de bossen bij Clairefontaine-en-Yvelines. In 1988 werd het technisch centrum geopend door president François Mitterrand.
Het instituut had niet meteen resultaat in de voetbalwereld, maar zo'n tien jaar later werden de resultaten van de uitverkoren talenten langzaam zichtbaar. Nadat de eerste talenten hun opleiding voltooid hadden, won Frankrijk met deze spelers onder meer het WK 1998, EK 2000, de Confederations Cup van 2001 en 2003, en diverse Europese titels voor nationale jeugdploegen onder zeventien en negentien jaar. Sindsdien is het centrum bezig met vernieuwingen van de programma's en faciliteiten en het doorontwikkelen van toepasbare pedagogische modellen betreft het voetbal. Het opleidingscentrum staat vandaag de dag bekend als een zeer geavanceerd instituut waar leerlingen onder begeleiding van prominente namen als Aimé Jacquet en Michel Platini zich in een rustige omgeving op hoog niveau kunnen ontwikkelen.

## Studietraject

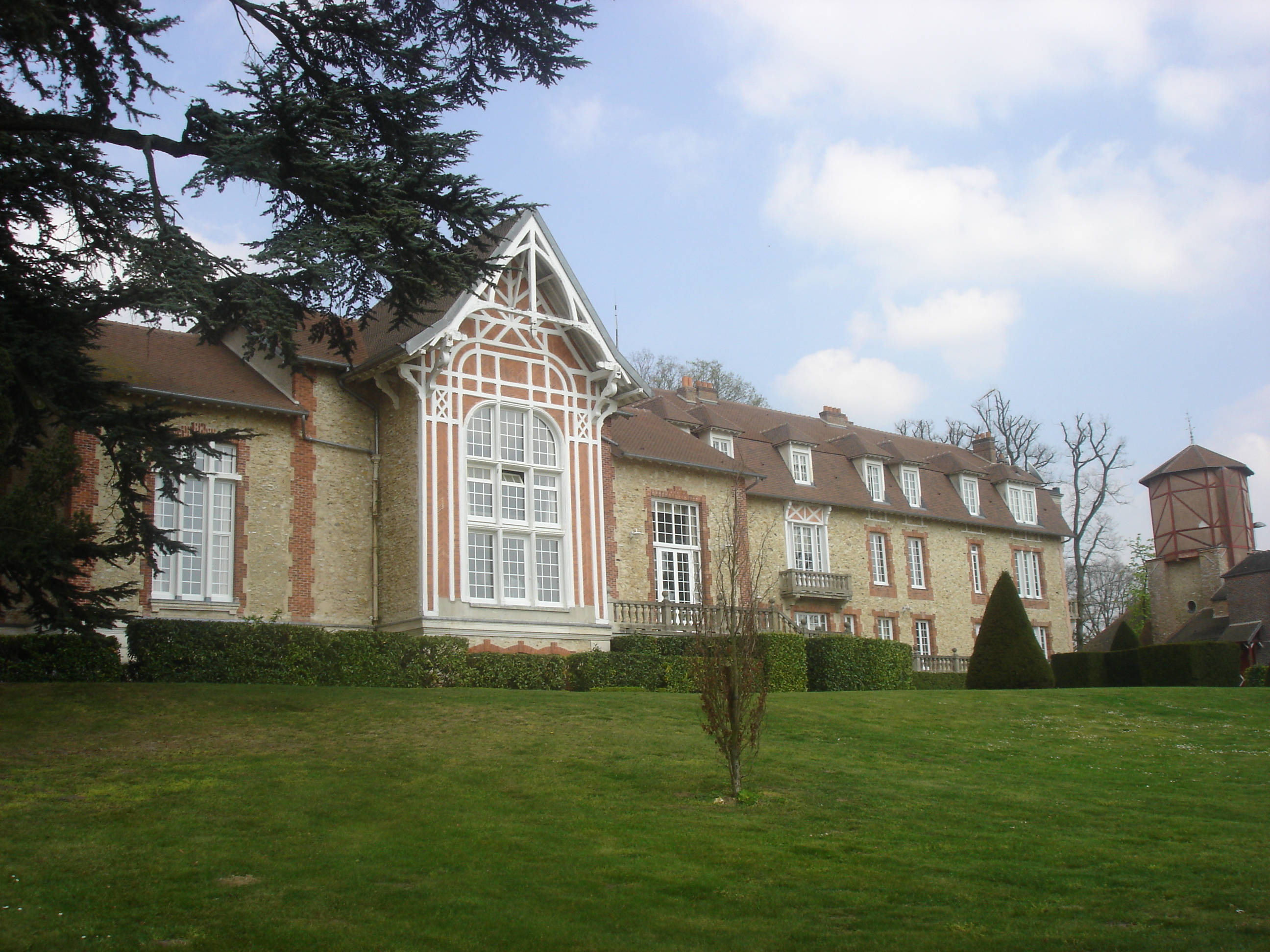
Het verblijfplaats voor talenten.

Hoewel er selectiecentra in elke regio van Frankrijk bestaan, is INF Clairefontaine de belangrijkste. Op dit instituut worden slechts de uitzonderlijk begaafde voetballers toegelaten. Uit zo'n tweeduizend 13-jarige voetbaltalenten, worden de beste twintig geselecteerd. Deze talenten zullen een opleiding volgen in het instituut, waar ze ook gedurende de week verblijven en studeren. Tijdens hun opleiding zijn de spelers ondergebracht bij verschillende clubs. Het laatste jaar van hun opleiding, als ze zestien jaar oud zijn, spelen ze samen in één team onder de naam 'INF Clairefontaine'. Een enkele uitzondering mag al met vijftien jaar voor deze ploeg spelen. In de jaren waarin de talenten hier opgeleid worden, wordt er enorm veel resultaat geboekt. Na de opleiding komt 95 procent terecht bij een profclub.
Er worden ook opleidingen en cursussen aangeboden voor de coaches betaald voetbal, de keeperstrainers en de conditietrainers. Ook lopen er op het opleidingscentrum regelmatig bekende profvoetballers en trainers rond, omdat het centrum ook het verblijfplaats is waar alle nationale selecties zich voorbereiden voor wedstrijden en toernooien.

## Bekende (ex-)spelers
Verschillende bekende voetballers hebben hun opleiding genoten aan INF Clairefontaine. Bekende (ex-)spelers zijn:
| - Jérémie Aliadière - Nicolas Anelka - Sébastien Bassong - Hatem Ben Arfa |  | - Medhi Benatia - Philippe Christanval - Abou Diaby - William Gallas |  | - Thierry Henry - Nicolas Isimat-Mirin - Jean-Pierre Papin - Grégory Proment |  | - Jérôme Rothen - Louis Saha - Kylian Mbappé |